# 九一一袭击事件
九一一袭击事件（又稱“9·11”恐怖袭击事件、九一一恐怖攻擊事件或简称9·11事件、九一一事件、9月11日攻擊）是2001年9月11日发生在美国本土的一系列襲擊事件（美國政府定性為「自杀式恐怖袭击事件」），基地组织承認發動此次袭击；当日早晨，19名基地组织恐怖分子劫持4架民航客机。劫持者將两架飞机分别冲撞纽约世界贸易中心双塔的一號大樓（北塔）及二號大樓（南塔），包括飞机上全體乘員及建筑物中眾多人群在內，全球近90個國家或地區的公民在本事件中罹難；两座建筑均在两小时内發生漸進式倒塌，并导致临近的其他建筑被摧毁或损坏。另外劫机者亦迫使第三架飞机撞向位于弗吉尼亚州的五角大楼，此一袭击地点临近华盛顿特区。在劫机者控制第四架飞机飞向华盛顿特区后，部分乘客與机组人员试图夺回飞机控制权，最终第四架飞机于宾夕法尼亚州的乡村尚克斯维尔附近坠毁。四架飞机上均无人生还。
九一一國家紀念博物館銘刻了2,977位九一一事件罹難者的姓名。而除了五角大樓及聯航93班機外，世貿現場包括劫机者在内，总共有2,749人在此次袭击中死亡或失踪。绝大多数的伤亡者为平民，其中包含美國43個州的公民，以及87个不同国家的外籍公民。另外根據验尸官确认，至少有1人因暴露于世贸中心倒塌时的烟尘中引发呼吸系统疾病死亡。作为对此次袭击的回应，美国发动反恐战争進攻阿富汗以消灭藏匿基地组织恐怖分子的塔利班，并通过《美国爱国者法案》；其他国家也加强反恐立法，并扩大执法权。美国一些证券交易所在袭击发生後的當週內都处于关闭状态，股市在重新开始股票交易後曾經急挫，尤其是航空及保险相關類別的股票。价值數十亿美元的办公场所在此次袭击中被摧毁，連同損失的技術人才的生命與家庭社會負擔，為曼哈顿下城经济乃至於美國经济帶來严重破坏。
而五角大楼的损毁部分在1年内清理并修复完毕，在其西南面建造五角大楼罹难者纪念园。2006年一幢新办公楼于世界贸易中心七期原址完工。世界貿易中心一號大樓也在原址重建，重建大楼原名为“自由塔”，高1,776（為紀念美國1776年建國，約等於541），2009年改称世界贸易中心一号大楼，2014年完工，成为美国第一高楼，原本在2007年至2012年还将建造另外3座大楼，但最终因故延期。
此次事件是繼第二次世界大战期間日本以大型潜艇搭载的水上飞机與“气球炸弹”空袭美国西岸後（儘管並沒有造成任何大型傷亡），美国本土首次遭受來自空中的袭击，也是繼珍珠港事件後，外国势力首次对美国领土造成重大傷亡的袭击。九一一事件中死亡或失踪的总人數至少有2,996人，較珍珠港事件中的2,403人多593人。

## 背景

### 基地组织与本·拉登

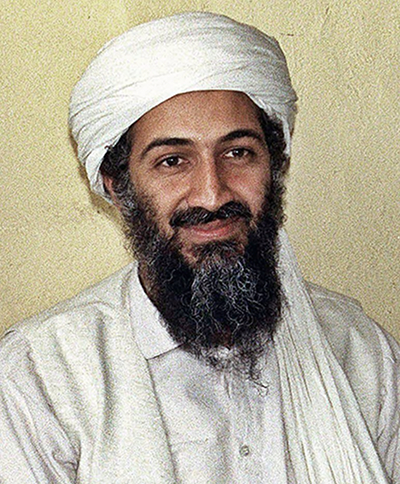
本·拉登

基地组织的历史可以追溯到1979年苏联入侵阿富汗，当时奥萨马·本·拉登前往阿富汗进行志愿活动，帮助当地的穆斯林抵抗苏联入侵者。本·拉登组织了阿拉伯圣战者（“阿富汗阿拉伯人”）抵抗苏联军队，直到苏联于1989年退出阿富汗。
1996年，本·拉登发布了他的第一个伊斯兰教令，呼吁美国士兵离开沙特阿拉伯。在1998年的第二个教令中，本·拉登概述了他对美国对以色列的外交政策，以及海湾战争后美国军队继续驻扎在沙特阿拉伯的反对。本拉登利用伊斯兰箴言呼吁穆斯林攻击美国人，直到他们表达的不满得到扭转为止。本·拉登表示穆斯林法律学者“在整个伊斯兰历史上都一致认为，如果敌人摧毁了穆斯林国家，圣战就是个人的义务”。
本·拉登在2002年11月的《致美国的信》中明确指出，基地组织的袭击动机包括：
- 美国支持以色列
- 美国在索马里“针对穆斯林的袭击”
- 支持菲律宾在摩洛冲突中对抗穆斯林
- 支持以色列对黎巴嫩穆斯林的“侵略”
- 支持俄罗斯在车臣“针对穆斯林的暴行”
- 中东亲美政府（“充当你的代理人”）反对穆斯林利益
- 支持印度在克什米尔“镇压穆斯林”
- 美军在沙特阿拉伯的存在
- 对伊拉克的制裁
- 环境破坏[16][17][18]

2004年美国总统大选前不久，本·拉登使用视频公开承认基地组织参与了对美国的袭击。他承认自己与这些袭击有直接联系，并表示进行这些袭击是因为：
曾经有一些事直接震撼了我的灵魂。这开始于1982年，美国支持以色列入侵黎巴嫩，美国第六舰队帮助了他们。轰炸开始之后，许多人死亡或者受伤，许多人受到恐吓或者流离失所。
我无法忘记这些震撼人心的画面，血液和断肢，到处都是四肢伸开的男人和女人。房屋连同它们的居住者一起被炸毁，高层建筑在居民的头顶上倒塌，火箭弹无情地落在我们的家……当我看着那些黎巴嫩那些倒塌的高楼，我突然想到，我们应该以同样的方式惩罚那些压迫者，我们应该摧毁美国的高楼，这样他们就能体会到一些我们的感受，他们就不敢再杀害我们的妇女和儿童。

那时，我确信，压迫和故意杀害无辜的妇女和儿童是美国存心的政策。破坏就是自由和民主，而抵抗就是恐怖主义和偏激。

## 袭击经过

飞机撞击示意图

以下均为美国东部夏令时间（UTC-4）（標準時間：UTC-5）
2001年9月11日早晨，19名劫機者分别控制四架民航客机。这四架客机从愛德華·勞倫斯·洛根將軍國際機場 (波士頓)、紐華克自由國際機場 (紐華克) 和华盛顿杜勒斯国际机场 (華盛頓特區) 飞往旧金山國際機場和洛杉矶國際機場。上午8:46（標準時間上午7:46），美国航空11号班机（波音767-223ER）撞向世贸中心北座大楼，接着联合航空175号班机（波音767-222）于上午9:03（標準時間上午8:03）衝向南座大楼。上午9:37（標準時間8:37），另一组劫机者控制美国航空77号班机（波音757-223）撞入五角大楼。第四架飞机——联合航空93号班机（波音757-222）的最终目标被认为是美国国会大厦或者是白宫，在机上乘客与劫机者搏斗后，这架飞机于上午10:03（標準時間上午9:03）在宾夕法尼亚州的尚克斯维尔附近坠毁。至於紐約受到飛機襲擊的世貿中心群，其中南塔於上午9:59（標準時間上午8:59）倒塌，北塔則於10:28（標準時間上午9:28）從上到下坍塌，其他受到波及的建築物包含德意志銀行大廈、西街90號、萬豪酒店、威訊大樓、美國海關、希爾頓酒店、紐約電話大樓、希臘正教會聖尼古拉堂等多棟重要機構與建築。下午5:20（標準時間下午4:20）因北塔的重型碎片間接產生火勢，導致北塔旁的世貿中心七號大樓倒塌，並沒有造成額外的人員傷亡，但也造成當地無法修復的嚴重的破壞和污染。
在劫机过程中，劫机者使用刀槍殺害飞行员、和乘客。飞机上与外界取得联系的乘客报告称，劫机者使用刀刺伤乘务员，并且在其中两次劫机事件中至少有一名乘客被刺伤。有一些乘客设法使用机舱电话和手机与外界取得联系，并提供有关劫机的一些细节。这些细节包括：
- 每架飞机上都有多名劫机者；
- 劫机者使用胡椒噴霧或者其他有毒化学喷雾器，例如催泪瓦斯；
- 一些机上人员被刺伤[29][30][31][32]

9/11委员会已经确定两名劫机者于劫机之前购买了莱泽曼多功能手动工具。11号航班上的一名空乘人员、175号航班上的一名乘客和93号航班上的多名乘客都提到劫机者有炸弹，但是其中一名乘客提到，他认为炸弹是伪造的。在撞击地点没有发现爆炸的痕跡，因此9/11委员会相信炸弹可能确为伪造。
93号航班黑匣子中的记录表明，当了解到当天早晨类似被劫持的飞机最终撞向大楼后，机组人员和乘客试图夺回飞机控制权。根据93号航班录音脚本，其中一名劫机者命令：一旦他们将失去飞机的控制权，就操纵飞机剧烈摇晃。不久之后，这架飞机于上午10:03:11（標準時間上午9:03:11）在尚克斯维尔附近的一片田野中坠毁。这次袭击的组织者哈立德·謝赫·穆罕默德，在2002年接受半岛电视台记者Yosri Fouda的一次采访中提到，93号航班的目标是美国国会大厦，代号“法律工厂”。
这次袭击造成全美新闻机构和空中交通管制的大混乱。3天内所有民间国际航班被禁止在美国降落。飞行中的航班或者返航或者转飞加拿大或墨西哥，油料不足或是國內航班都必須就近機場停靠。一整天未经过确认和矛盾的新闻报道充斥于媒体。其中传播最广的“新闻”是一枚汽车炸弹在位于华盛顿特区的美国国务院爆炸。
时任澳大利亚总理的约翰·霍华德在事件发生前后正在美国进行访问。袭击发生的当时，霍华德和随行人员正在华盛顿。随后他立即前往澳大利亚驻美国大使馆并发表了讲话。之后在全美境内航空取消的情况下，由美国军方护送，经夏威夷返回澳大利亚。

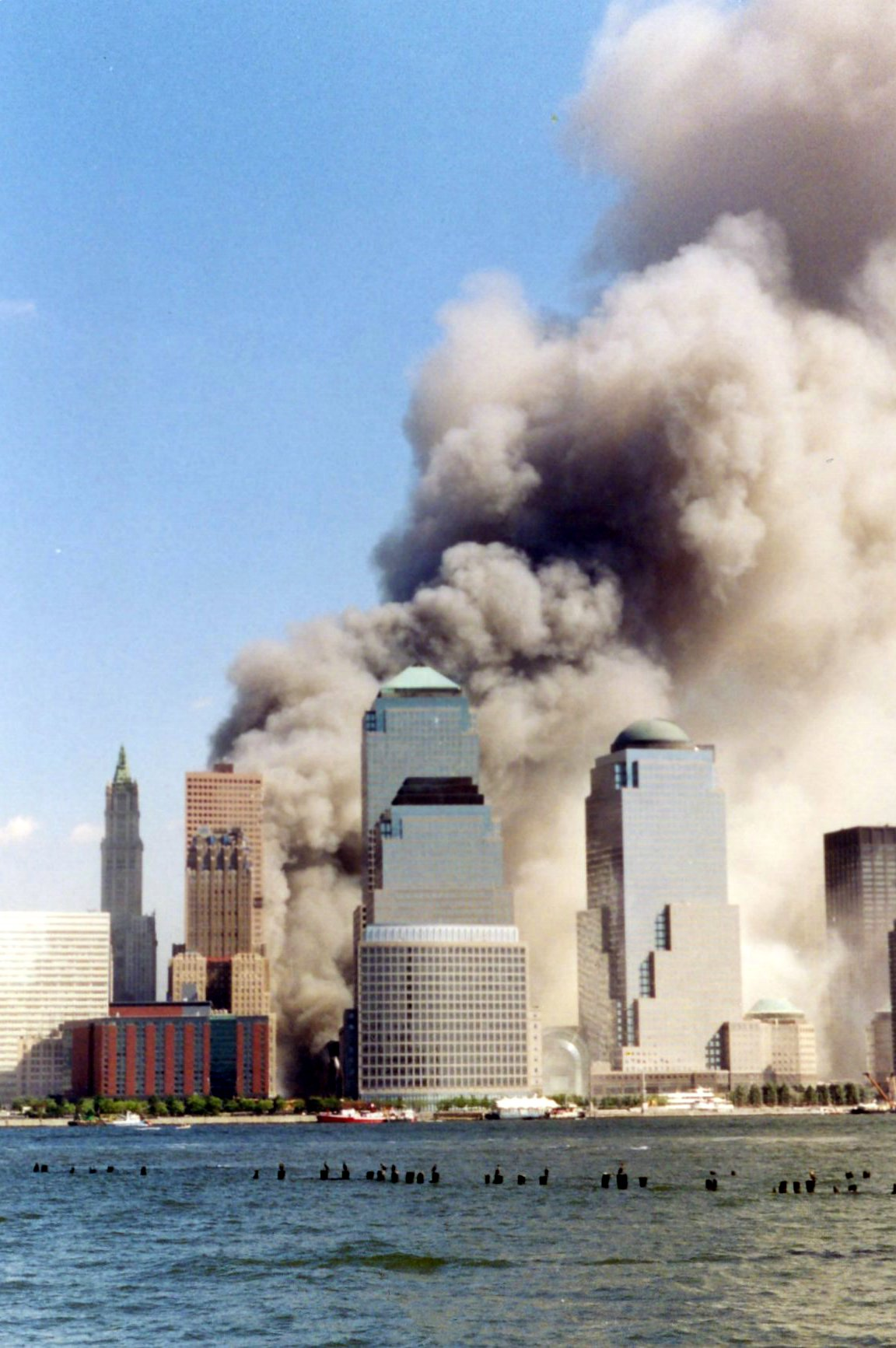
崩塌的世貿中心

### 政府延續计划（末日计划）
在國家地理頻道事後公開的影片中，揭露為冷戰而設的美国联邦政府延续行动首次實際運用，美國政府也在這次事件之後重新修訂以應對未來可能發生的事件。
保護總統
立即讓仍在行程中的總統升空，而且不能直接返回首都，依照事先決定的路徑飛行。
確保總統的統領和外交
空軍一號抵達奧法空軍基地，並不是單純躲避，而是進入戰時指揮中心，這裡的駐機有別於空軍一號常用的VC-25A型行政專機，而是E4-B型空中作戰中心（通稱大夜班），有必要的話總統可以在這裡更換飛機。
副總統撤離
副總統先移動到白宮地下碉堡，也就是總統緊急行動中心，之後又移動到一個「未公開的地點」，其實是大衛營北方，賓州與馬里蘭州交界的烏鴉岩山綜合設施（R地點），也就是五角大廈備用作業中心。
政府要員撤離
副總統要求其他可能的總統繼任者全部移動到位於維吉尼亞氣象山的高點特別設施，這裡被安排作為戰時美國政府行政部門的重組地點。
啟動空軍防空指揮部戰時作業中心
位於科羅拉多的夏延山综合设施首度實際運用，成為本次事件中的空軍應對指揮中心。
國會撤離
911當時，國會舊有的避難地點早已取消，並沒有使用，先前是在亞利加尼的綠薔薇度假村的地下，但是被媒體報導之後就關閉了，後來有興建新的秘密據點的跡象，官方並未證實。

## 媒体
互联网档案馆保存了9月11日至17日世界主要电视台的录像。第一架飞机的撞击被法国电视台记者诺德兄弟偶然拍摄到，当时他们正在随同当地的消防队拍摄日常工作情况。
此后的直播一直持续到了9月16日的深夜。
本次事件的发生地纽约和华盛顿聚集着世界各大媒体，因此事件发生后立即得到了电视、广播、互联网等多媒介的报道，连续多日登上报纸头条。

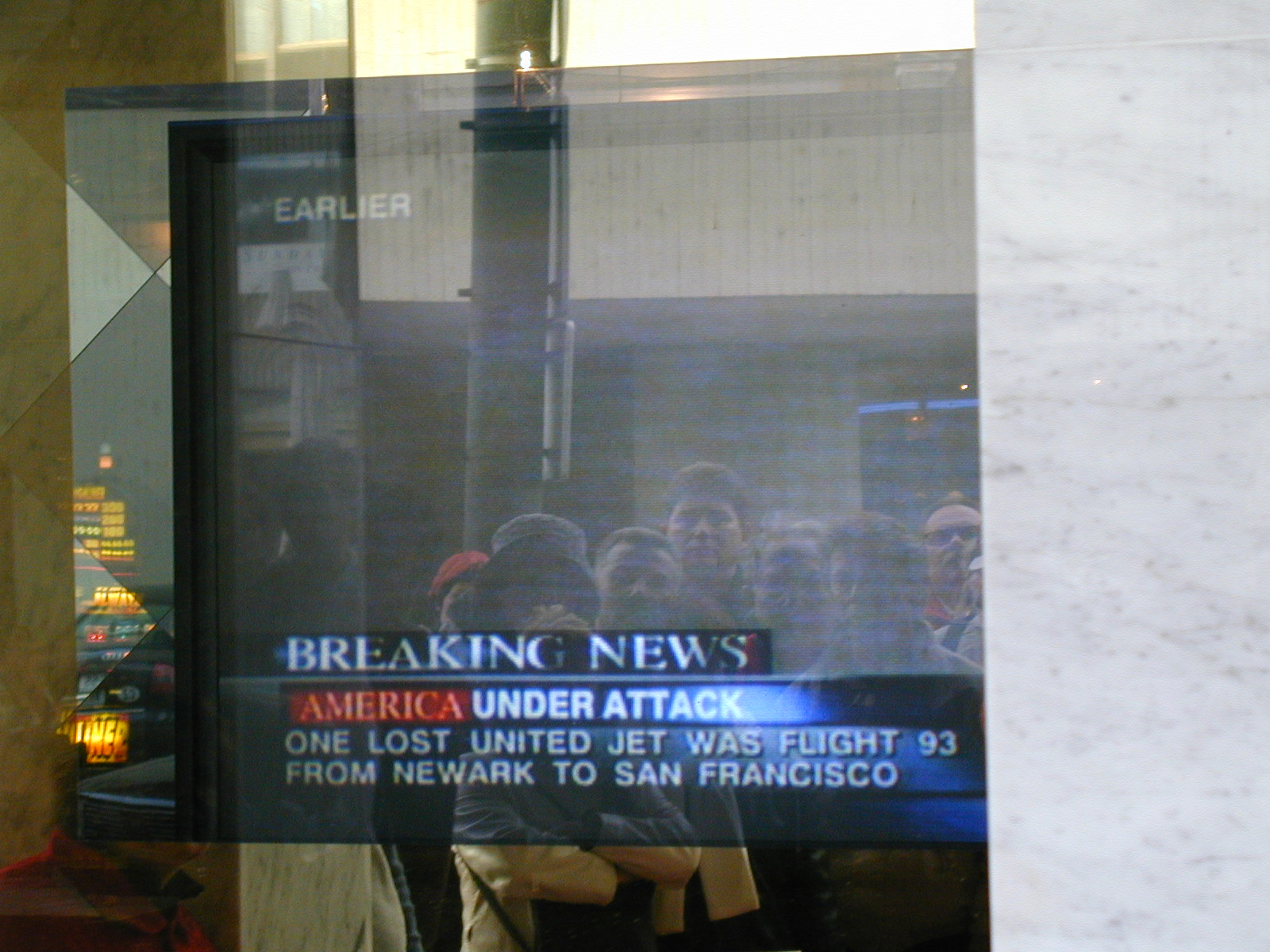
布拉格市民观看美国电视新闻报道该事件

### 美国
上午8:46第一架飞机撞击时，电视台正在播早间新闻。CNN从8:49切入直播画面，ABC、CBS等电视台从8:50左右也开始直播，并出动直升机拍摄现场实况。此时的新闻主播大多称其为“事故”。
上午9:03第二架飞机撞击的画面通过电视台的直播被直接展示在了观众眼前，此时电视台意识到这是一起恐怖袭击。此后，9点30分，各电视台播出了布什总统的讲话。

### 英国
第一次撞击发生之时是英国当地时间12:46。BBC World在13时前对世贸中心燃烧发出了速报。下午1时的新闻节目直播了第二次撞击。英国首相托尼·布莱尔下午2点30分左右在布赖顿参加的工会会议上表达了“最深切的哀悼”。

### 日本
第一次撞击发生在日本时间21:46。
朝日电视台（ANN）于21:54开始直播《NEWS STATION》，节目开头转播了CNN的电视画面。此时朝日电视台仍然认为这是事故，所以此后便转而报道与台风相关的新闻，第二次撞击发生后才重新切回直播画面。
NHK综合频道从22时开始直播《NHK NEWS 10》，开场后的新闻提要首先播出了有关台风和疯牛病的内容。然而新闻提要之后，主播突然插话道：“本来是要报道关于台风的新闻的，但是刚才，收到了这样的新闻。”然后报道了第一架飞机撞击的消息，随后在9:02切入了ABC的直播画面，一分钟后就发生了第二次撞击。NHK也播出了布什总统的讲话，并配上日语同声传译。两栋大楼倒塌时，NHK分别正在连线驻华盛顿记者和播出演播室画面，未能直播倒塌瞬间，但随后的画面中显示了大楼倒塌后的巨大烟尘。
TBS在22:37提前开播《筑紫哲也NEWS23》。富士电视台在22:45开始了特别新闻节目。

### 香港
凤凰卫视资讯台于21时开始播送《时事直通车》，在21:10时由主播吴小莉播出了第一条消息，成为香港、大陆乃至世界华语媒体对911事件的最早播报者。21时40分，凤凰卫视中文台、资讯台、欧洲台、美洲台全线并机，对此事进行直播报道。主播陈晓楠此后连续直播了8小时。
亞洲電視本港台於21時播映《百萬富翁》期間插播特別新聞報道，由馮兆寧播出世貿大樓被撞擊的消息。而無綫電視翡翠台於21時播映《一筆OUT消》期間插播特別新聞報道，不過其後仍播映劇集《七姊妹》第17集，但當晚《七姊妹》最終遭腰斬以直播美國遭受恐襲的新聞。

### 中国大陆
中国中央电视台综合频道（CCTV-1）在22:15的《世界报道》结尾进行了30秒的播报，是最早的一条消息。中文国际频道（CCTV-4）在23:00播出了3分半钟的“插播新闻”，此后每个整点都有不到5分钟的新闻提要，但一直是重复之前的内容，直到9月12日早晨5时的《中国新闻》才对此事有较详细的报道。央视的911报道受到广泛批评，并促使其在2003年伊拉克战争中改变报道方式。
上海电视台、上海东方电视台和福建电视台新闻频道当晚以大篇幅报道911事件，但当时这三家电视台仅在当地能够收看。

## 救援

### 消防員

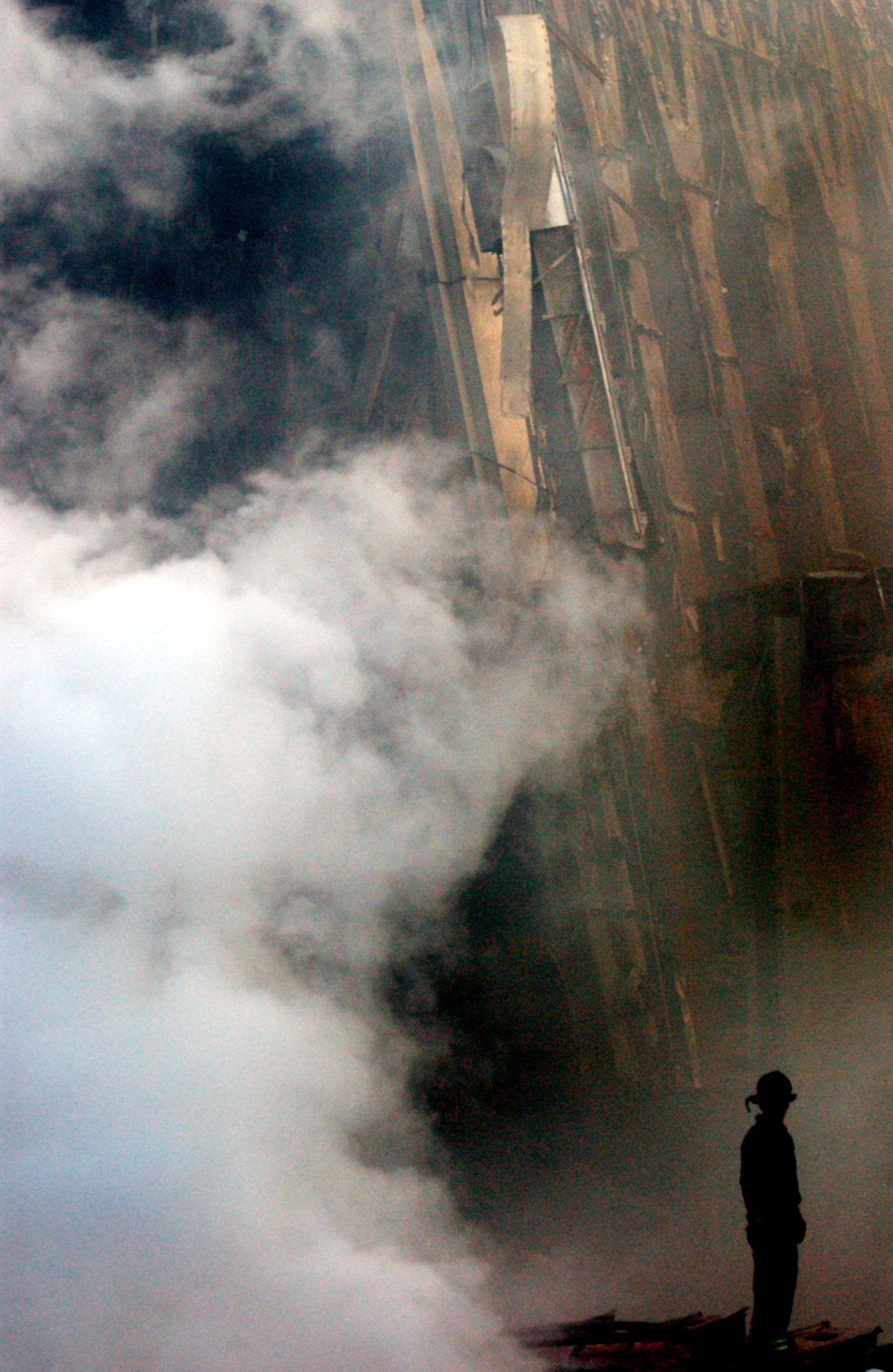
一位消防队员站在世贸中心废墟当中（摄于2001年9月14日）

纽约市消防员在世贸北塔遭到攻击后立即进入火场救援，紐約市消防局大隊長約瑟夫·菲佛成為第一位到場領導救援行動的指揮官。消防队在世贸一楼的大堂设立临时指挥中心，消防队员们爬楼梯进行救援，纽约市消防队共出动200个单位参与救援。很多消防队员在未到指挥中心报到的情况下就立即展开救援。由于无线电通讯故障，很多冲入火场的消防员无法及时接收撤离命令，当大楼倒塌时，343名消防员殉职。
消防员在此次行动中24小时轮班救援。与此同时，当天其他地区发生火警后出动救援的平均时间为5.5分钟，仅比平时晚1分钟。

### 警察
纽约市警察局直升机在事发后很快赶到现场，随时报告现场状况。很多纽约市警察（NYPD）、纽约紐澤西港務局警察（PAPD）以及新泽西州警察在大楼倒塌后掩埋在內。纽约市警察局提供了12小时轮班救援。

### 工程师
9月12日起，由纽约建筑工程师协会组织的工程师们进入现场，为纽约市規劃与建筑部工作，负责查勘附近大楼的强度与受损程度，疏散出事现场数百幢房屋。他们还负责设计规劃具体处理废墟的方法。

### 志愿者
大楼倒塌后，就有大批志愿者赶到现场。稍早抵達现场的志愿者在各个力所能及的方面提供协助，包括有大学生为救援人员提供飲水等。后来，无关的志愿人员因應要求离开现场，但是有特殊技术的志愿者，如工程、拆除、医疗以及心理治疗等行业的人士繼續参与接下来几天的救援工作，甚至有一支灾难救援专家队专程从法国赶来救援。

### 美国红十字会
美国红十字会负责筹集资金用于受影响人员的安置工作。截至2001年11月19日，该组织共向2,776个家庭开出3,165张支票，总金额达到5430万美元。他们还接到172,612个要求心理辅导的电话，29,820个请求提供最新信息的询问电话，并接受捐血1,592,295次。他们也提供11,549,338份餐食。红十字协会共出动50,423人组织工作，其中48,491人为志愿者。

### 开销
截至2001年10月3日大约的总支出，達230億美元：
- 50亿美元用于现场废墟处理
- 140亿美元用于重建工作
- 30亿美元用于超时工作的公务员薪水及撫卹金
- 10亿美元用于被毁坏车辆与器材的添置

## 事后

### 事後始末

一位紐約市消防員呼叫十名救援工作者打開進入世貿中心大廈殘骸的路

在襲擊當天，有媒體報導一些不滿美國政策的人們舉行慶祝活動。這些報導令已經十分普遍的反伊斯兰教情緒进一步升級，很多美國人相信，伊斯蘭教徒應為此次事件負責。美國的主流媒體如《新聞週刊》紛紛報導一些因遭受歧視而離開美國的穆斯林，其中不乏許多出生在美國並在當地接受教育的伊斯蘭教徒。雖然事件发生後沒有組織立即宣佈對此事件負責，但是基地組織公開讚揚這次事件。美國政府立即做出反應，公開表示會以軍事手段打擊事件的策劃者。
9月底，英國首相托尼·布莱尔援引西方情報機構手上證據指稱沙特阿拉伯富豪本·拉登為事件的幕後主使。本·拉登是基地組織的首領，與阿富汗塔利班政權有密切關係。塔利班政權拒絕在無確鑿證據的情況下引渡奧薩馬·本·拉登或其他基地組織頭目。由美國領導的聯軍在未提供塔利班政權承認的證據的情況下，於10月7日對阿富汗發動軍事攻擊。
在美國軍事打擊成功剷除塔利班政權後，聯軍在阿富汗首都喀布爾發現一卷遺棄的錄影帶，紀錄的是本·拉登與其他一些基地組織成員討論襲擊活動，顯示本·拉登對事件事先確實知情。
襲擊事件發生大約1年多後，一封據稱是奧薩馬·本·拉登的親筆信寄往全球各大媒體，信中解釋發動恐怖襲擊的理由。這些理由包括美國在中東地區的大量軍事干預，西方通俗文化的氾濫（主要是對性、酒精的開放觀念，這些觀念對於本·拉登、基地組織、塔利班政權或其他一些伊斯蘭基本教義派而言根本無法接受）等。這封信件在很大程度上被輕視，而美國政府依然堅持，發動襲擊的主要原因是恐怖份子的反美情绪爆發。
襲擊事件發生後，美國政府處於高度戒備狀態，嚴防類似恐怖襲擊事件，並多次發佈新一輪襲擊警報。9月底，在美國各地爆發多起炭疽菌感染案件，雖然至今沒有發現此事件與九一一有關，但在2002年3月曾一度傳言，一名劫機者曾感染炭疽菌。
在美國的穆斯林組織迅速譴責襲擊，並呼籲穆斯林美國人“獻出他們的技能和資源，以幫助減輕受災群眾及其家屬的痛苦”。

### 善後工作

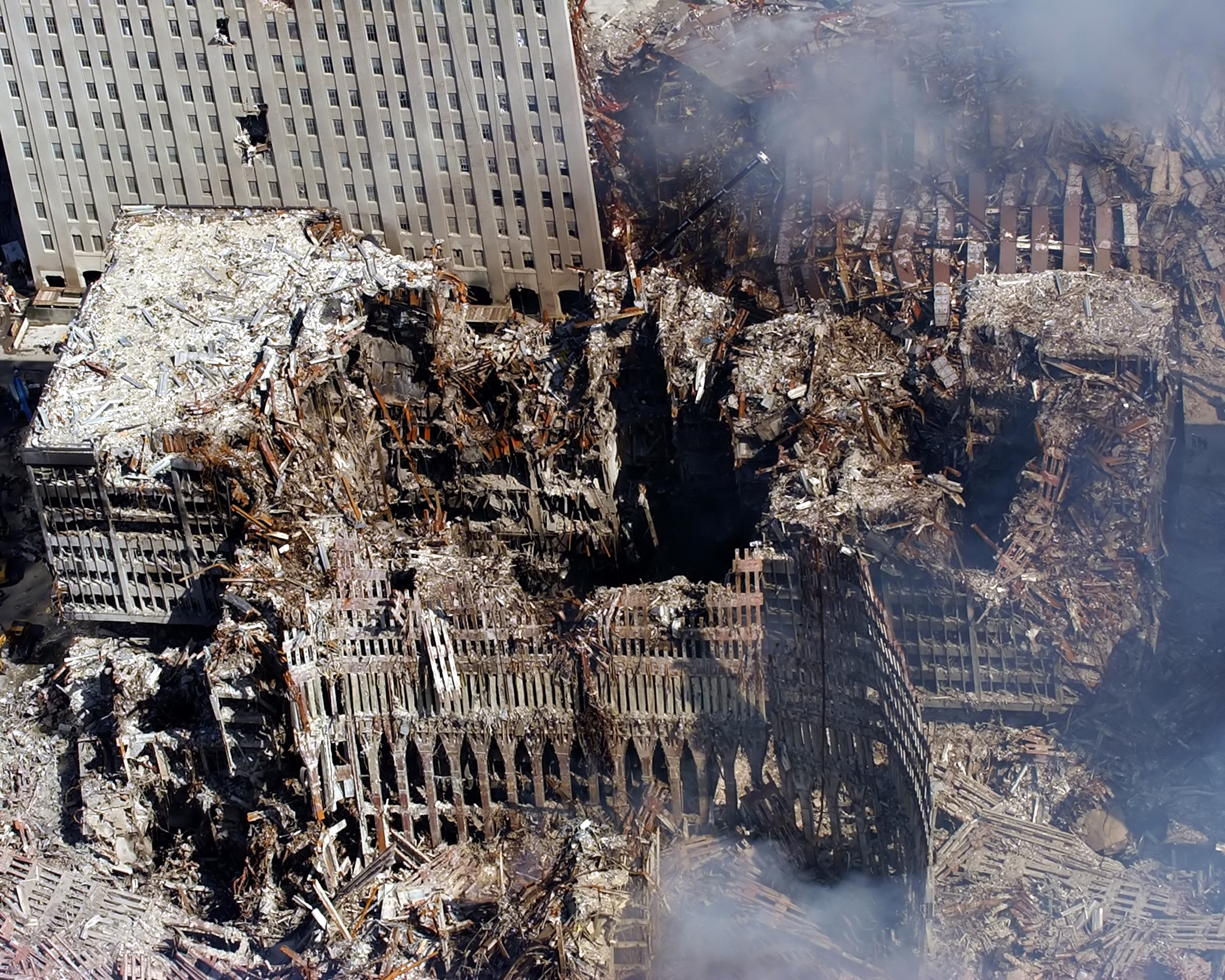
2001年9月17日，世贸中心崩塌後的廢墟

世界贸易中心废墟的大火持续三个月，救援人员花费更多时间清理瓦砾。其中一些残骸样本送往美国国家标准与技术研究院检测，包括一根被飞机撞击过的钢筋。袭击事件后五个月，最后一名幸存者康复出院，事件后6个月，世贸遗址上的150万吨瓦砾才完全清理干净，救援人员继续在地底下进行清理工作。
2002年5月底，举行宣布清理工作正式结束的仪式。2003年7月，一个国会联合调查组结束调查工作。虽然调查报告称美国政府应该可以更好地预防事件的发生，如在更好地利用所收集到的情报及国防系统对袭击事件所采取的行动方面依然有改进空间，但是没有一名官员为事件引咎辞职。事件也导致新一轮军费开支的大幅度增加。在大约2年后，一些国防官员称当前美国对类似事件的预防能力与九一一时一样脆弱无力。
世界贸易中心是由日裔美籍建筑设计师山崎實所设计。事后据他生前的助手说，因为参考过去帝国大厦曾经受到美國陸軍航空軍轰炸机误撞事件的影响，在设计过程当中已经考虑到需要使大楼结构足以抵御大型飞机的直接撞击。有报道分析，认为大楼的倒塌并不是因为飞机的直接冲撞，而是飞机内满载的航空燃油倾泻进入大楼引起的大火所释放出的巨大热量，使支撑大楼的钢筋骨架软化，最终导致世贸中心大楼在自身重力的作用下坍塌。有关摩天大楼结构设计的调查依然在进行中。

## 死亡与失踪人数
| 班機名稱          | 飛機類型      | 出發時間    | 撞擊時間     | 出發地                                           | 原目的地       | 撞擊地點                               | 死亡人數 | 死亡人數 | 死亡人數  | 死亡人數 | 死亡人數 |
| 班機名稱          | 飛機類型      | 出發時間    | 撞擊時間     | 出發地                                           | 原目的地       | 撞擊地點                               | 機組人員 | 乘客†    | 地面人員§ | 劫機者   | 總計‡    |
| ----------------- | ------------- | ----------- | ------------ | ------------------------------------------------ | -------------- | -------------------------------------- | -------- | -------- | --------- | -------- | -------- |
| 美國航空11號班機  | 波音767-223ER | 上午7時59分 | 上午8時46分  | 愛德華·勞倫斯·洛根將軍國際機場（波士顿国际机场） | 洛杉磯國際機場 | 世界貿易中心北塔                       | 11       | 76       | 2,606     | 5        | 2,763    |
| 聯合航空175號班機 | 波音767-222   | 上午8時14分 | 上午9時03分  | 愛德華·勞倫斯·洛根將軍國際機場（波士顿国际机场） | 洛杉磯國際機場 | 世界貿易中心南塔                       | 9        | 51       | 2,606     | 5        | 2,763    |
| 美國航空77號班機  | 波音757-223   | 上午8時20分 | 上午9時37分  | 華盛頓杜勒斯國際機場                             | 洛杉磯國際機場 | 五角大樓西翼                           | 6        | 53       | 125       | 5        | 189      |
| 聯合航空93號班機  | 波音757-222   | 上午8時42分 | 上午10時03分 | 紐華克自由國際機場                               | 舊金山國際機場 | 賓夕法尼亞州，索美塞特郡尚克斯維爾附近 | 7        | 33       | 0         | 4        | 44       |
| 總計              | 總計          | 總計        | 總計         | 總計                                             | 總計           | 總計                                   | 33       | 213      | 2,731     | 19       | 2,996    |

* 北美东部时区（UTC-04:00）
†不包括劫機者
§包括高樓樓內人員和急救人員
‡包括劫機者
在纽约，当时一些正在受袭击点上方的世貿中心人员逃往楼顶求救；但由于烟雾和巨大的热量，直升机无法靠近大楼进行援救，使得位于顶层的人员最終全部死亡；还有一些人可能因无法忍受强烈的热度而从大楼跳下身亡，此举也令地面上的部分人员被砸死，包括九一一事件中第一位殉職的消防員丹尼爾·蘇爾（Daniel T. Suhr）。据报道，其中1,638具尸体已经得到辨认，但其余1,115人的尸体未寻获。报道称有大约「10,000块骨头或人体组织无法辨认」。此外，另有24人正式列为失踪人士。

## 影响

### 政治影响

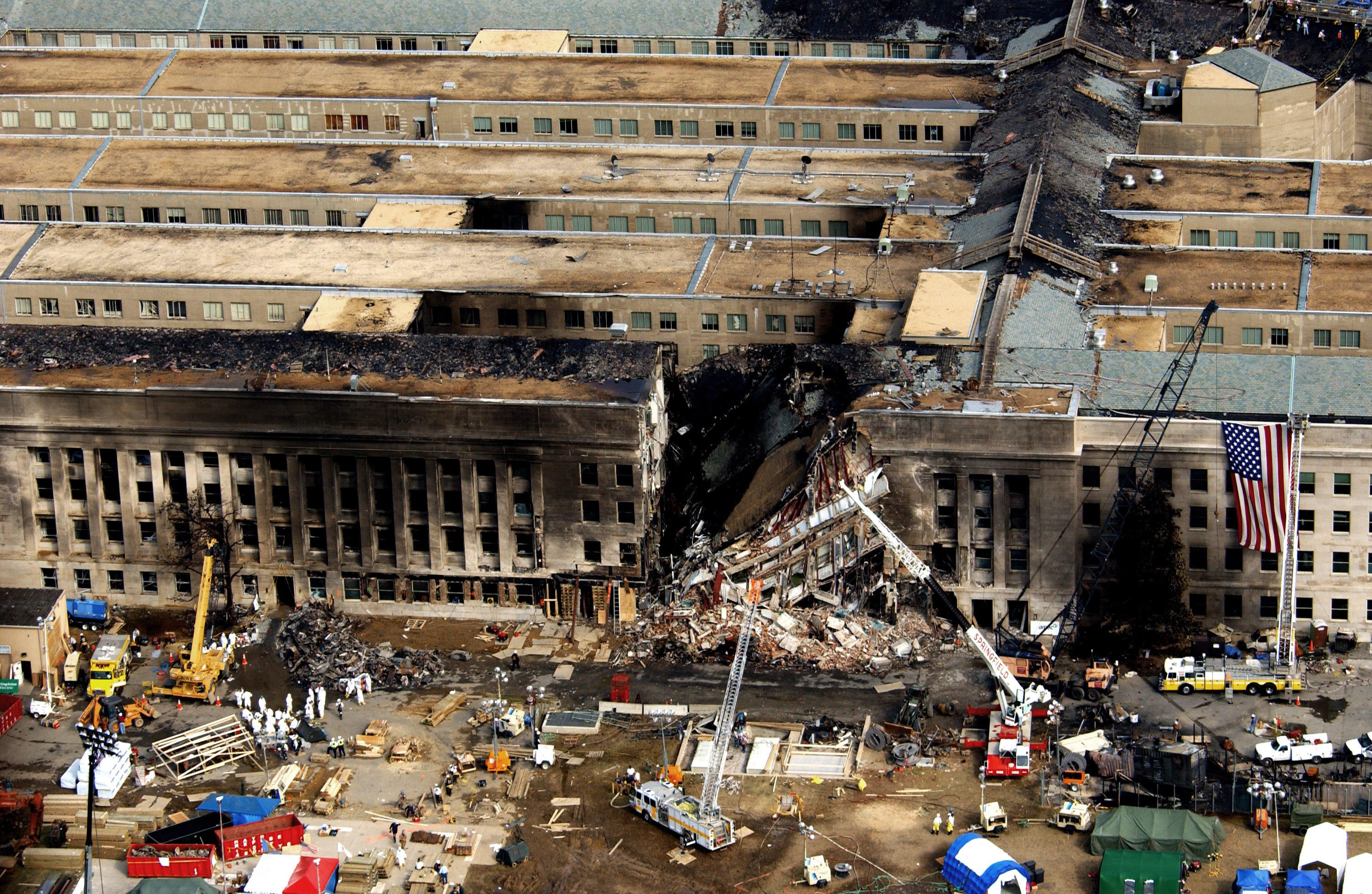
受襲後的五角大樓

事件发生后，所有英軍军事基地提高警戒状态。所有飞越伦敦市区的航班被要求绕飞，而前往美國和加拿大的航班全部停飞。此外，美國也在重要軍政機構與著名地標設立了禁飛區，如美國國會大廈、五角大廈、白宮、自由女神像、紐約世界貿易中心、加利福尼亞州迪士尼樂園、佛羅里達州迪士尼世界度假區等地點。
欧洲议会与北约总部被紧急疏散。北约宣布，根据1949年北大西洋公约第五條，如果恐怖袭击事件是受到任何国家指使的，其将被视为对美国的军事袭击，因此也将被认为是对所有北约成员国的军事袭击。这是北约历史上首次启动共同防卫机制。值得注意的是，西方國家一改自60年代以來對於恐怖主義较为容忍的態度，對恐怖組織開始有更為主動的打击，以避免再有九一一事件级别的恐怖攻擊發生。
太平洋安全防衞組織亦在北約發表聲明后宣佈該組織的共同防衛條例即時生效，澳洲國防軍和新西兰國防軍進入待命狀態準備投入戰爭。
一些美國傳統盟国，如英国、加拿大、澳洲、德國、以色列等亦宣佈進入緊急狀態，並加大機場和轨道交通等公共交通的巡逻防控。而事件发生后，西方各国政府的民间支持度均大幅度上升。在美國，布什的民众支持度大幅上升。
由于不久前发生的银河号事件、美国轰炸中国驻南联盟大使馆事件以及南海撞机事件使得中国大陆民间普遍产生反美情绪，911襲擊事件发生後中國大陆民間出現了新一波反美聲浪，另有中國大陆網民通过互聯網聯繫親友慶祝反美戰爭的一大勝利，並稱呼那些有同情美國傾向、特別是公開哀悼「今夜我們都是美國人」的中國大陆人为「今夜美國人」，儘管九一一事件中亦有華人傷亡。由於民間出現強烈的反美情緒，中华人民共和国官方為避免反美言論影響國際形象，因此將相關書籍列為管制品。

### 经济影响

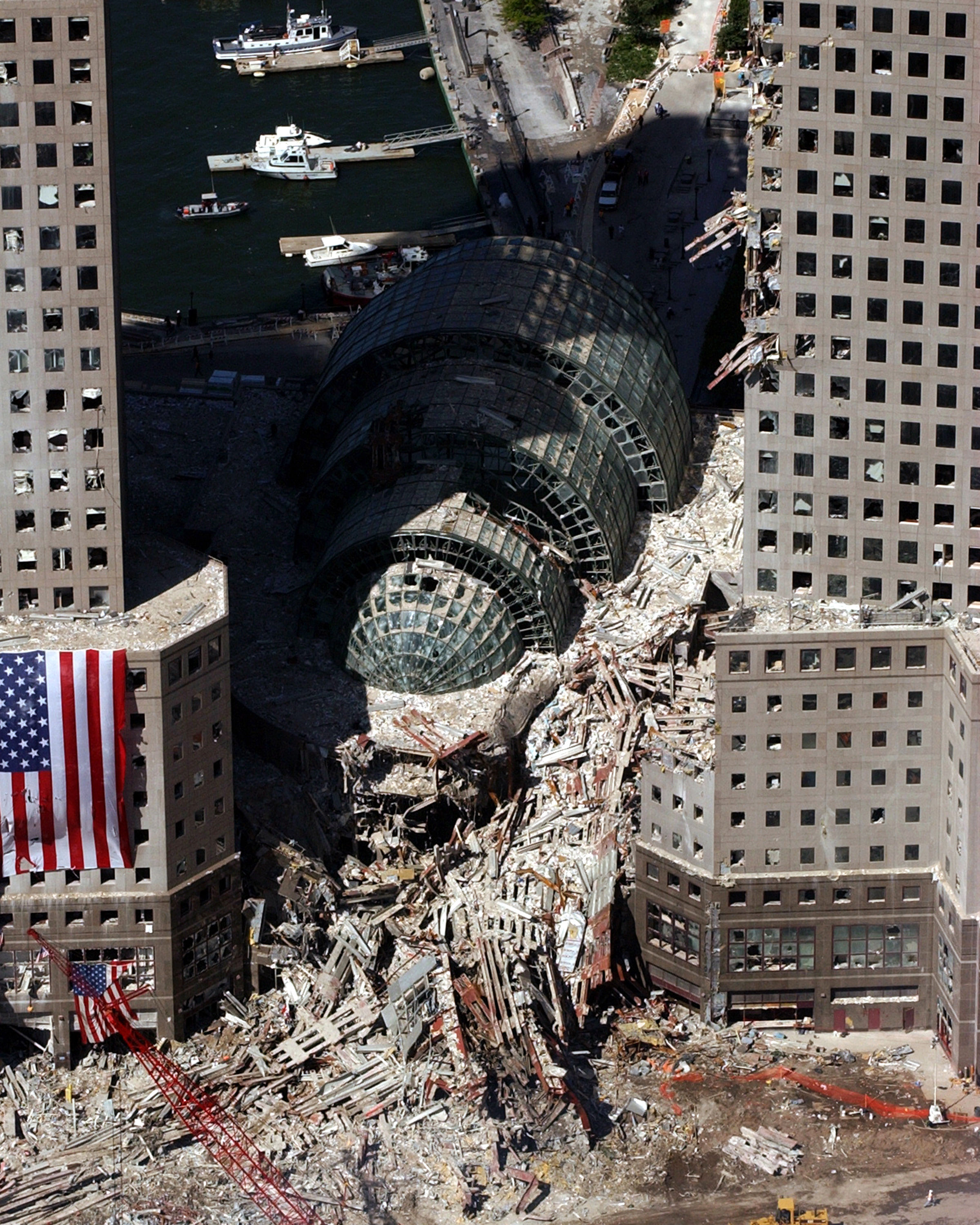
世貿中心四周的建築物皆受到倒塌的大樓波及，造成嚴重損壞。

九一一事件在世界經濟與美國經濟上產生重大及即時的影響。許多設在世界貿易中心的大型投資公司喪失大量財產、員工與數據資料。全球许多股票市场受到影响，一些例如伦敦证券交易所还不得不进行疏散。纽约证券交易所直到九一一后的第一个星期一（即9月17日）才重新开市。道琼斯工业平均指数开盘第一天下跌14.26%。其中跌幅最严重的要数旅游、保险与航空股。
美国的汽油价格也大幅度上涨。當時美國經濟已經放緩，九一一事件則加深全球經濟的蕭條。
北美領空關閉幾天後攻擊和減少其重新開放後的空中旅行，在空中旅行的能力削減近20％，加劇掙扎中的美國航空業的財務問題。
9月11日恐怖襲擊也間接導致在阿富汗和伊拉克，美國戰爭以及其他國土安全開支，總額至少為5兆美元。

## 责任
九一一后有很多报导称解放巴勒斯坦民主阵线宣称对事件负责，但很快遭到该组织一名高级官员的否认。也有报导称在約旦河西岸地區有举行自发庆祝活动，但是根据德国和瑞典媒体的报导，至少有一个类似的庆祝活动是事先安排组织的。现在已经发现，有一些媒体播放原有的录像档案来显示中东的庆祝活动。有说法认为这些庆祝活动跟九一一事件完全无关。但是后来的证据表明这些说法本身才是伪造的。
虽然本·拉登领导的基地组织没有宣布对恐怖袭击负责，但是在2004年10月，疑似本·拉登的人物通过录像的方式承认正是他本人下令发起的袭击行动。他在一段由半岛电视台播放的录像带中称“基地组织最初并没有袭击美国的念头，但由于美国偏袒以色列的做法，促使该组织产生袭击美国的念头”。
事件遭到国际社会的一致谴责，一些传统上与美国不太友好的国家领导人，如利比亚领袖卡扎菲、巴勒斯坦领导人阿拉法特、伊朗总统哈塔米、以及阿富汗塔利班政权都公开谴责事件，并对美国人民表示同情。
不过，萨达姆领导下的伊拉克政府是一个例外。当时的伊拉克政府称美国受到911袭击是罪有应得，并在声明中表示，911袭击是美国正在收获反人类罪行的果实。在当时，伊拉克官方报纸称911袭击是世界上所有的暴君、压迫者、罪犯的一个教训。

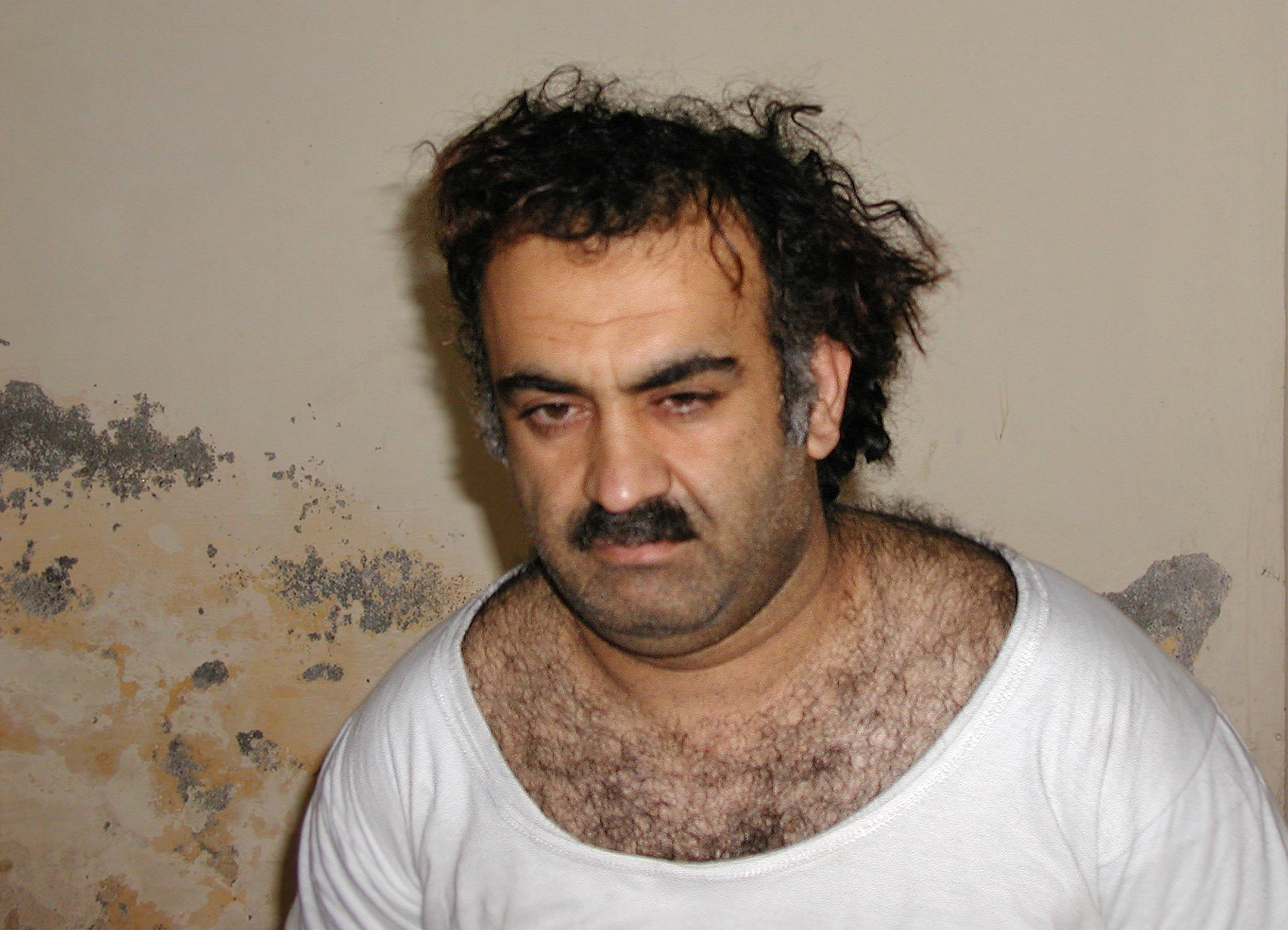
哈立德·谢赫·穆罕默德被捕時的照片，攝影於2003年。

2006年5月4日，美国联邦地方法院法官正式作出宣判，判处因911恐怖袭击事件而受审的基地组织成员穆萨维终身监禁，并不得假释。5月23日，基地组织经常使用的一家网站公布一段据称是本·拉登的讲话录音说，是他本人指挥19个人实施911袭击，但他从未指派穆萨维参与。
2007年1月8日，德国汉堡高等法院宣布判处涉嫌参与911事件的摩洛哥男子穆塔萨迪克15年徒刑。3月9日，基地組織海外軍事活動首領哈立德·谢赫·穆罕默德在聽證法庭上首度招認：「九一一行動從頭到尾都是我負責主導。」他2003年3月在巴基斯坦被捕，秘密關進美軍關塔那摩灣基地。8月21日，美国中央情报局解密并公布其监察长办公室完成的一份机密报告的摘要。报告批评中情局在9.11事件前未能制定打击基地组织的战略，并建议对局长乔治·特尼特等官员进行惩罚。
根据2008年WorldPublicOpinion.org對17個國家、共16,063名受訪者的投票，46%认为是基地组织所为，29%认为另有其人，25%不确定，誤差範圍為+/-3％至4％。

## 美国政府反应

### 军事行动

盟军在阿富汗的每月死亡人数

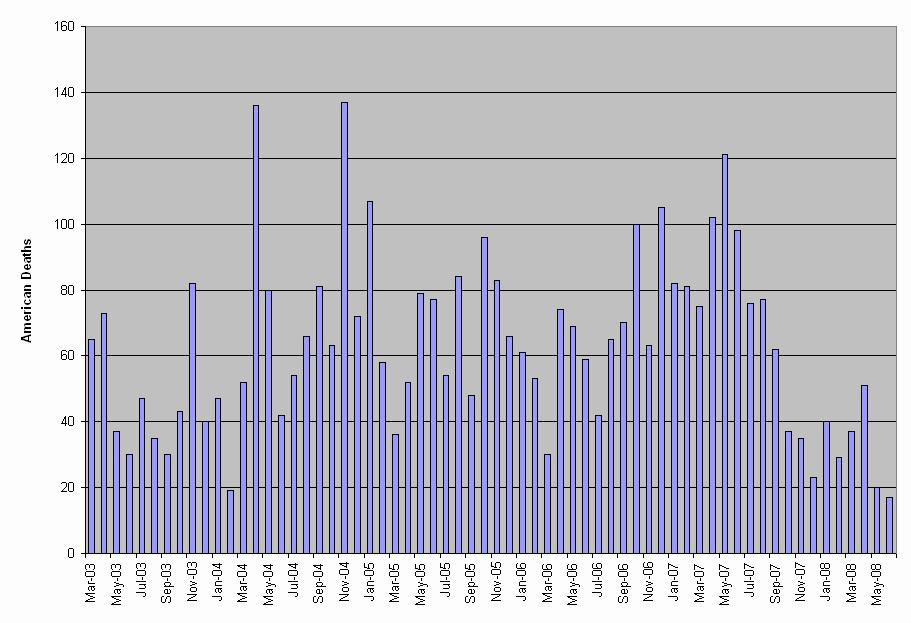
伊拉克战争中美方人员的每月伤亡人数

美国国家安全局带领的五眼聯盟

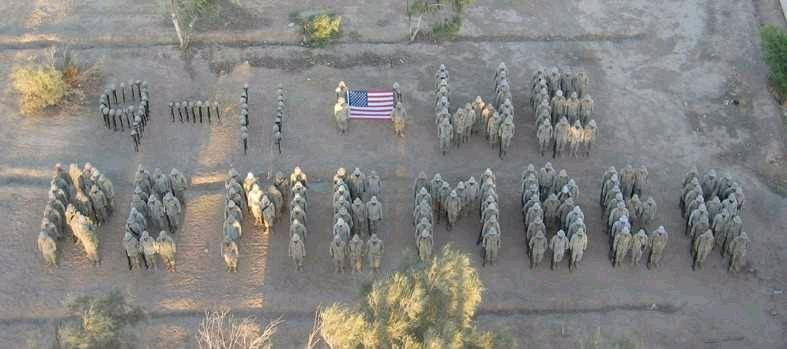
美国士兵排列的文字：911，We Remember（我们铭记911）

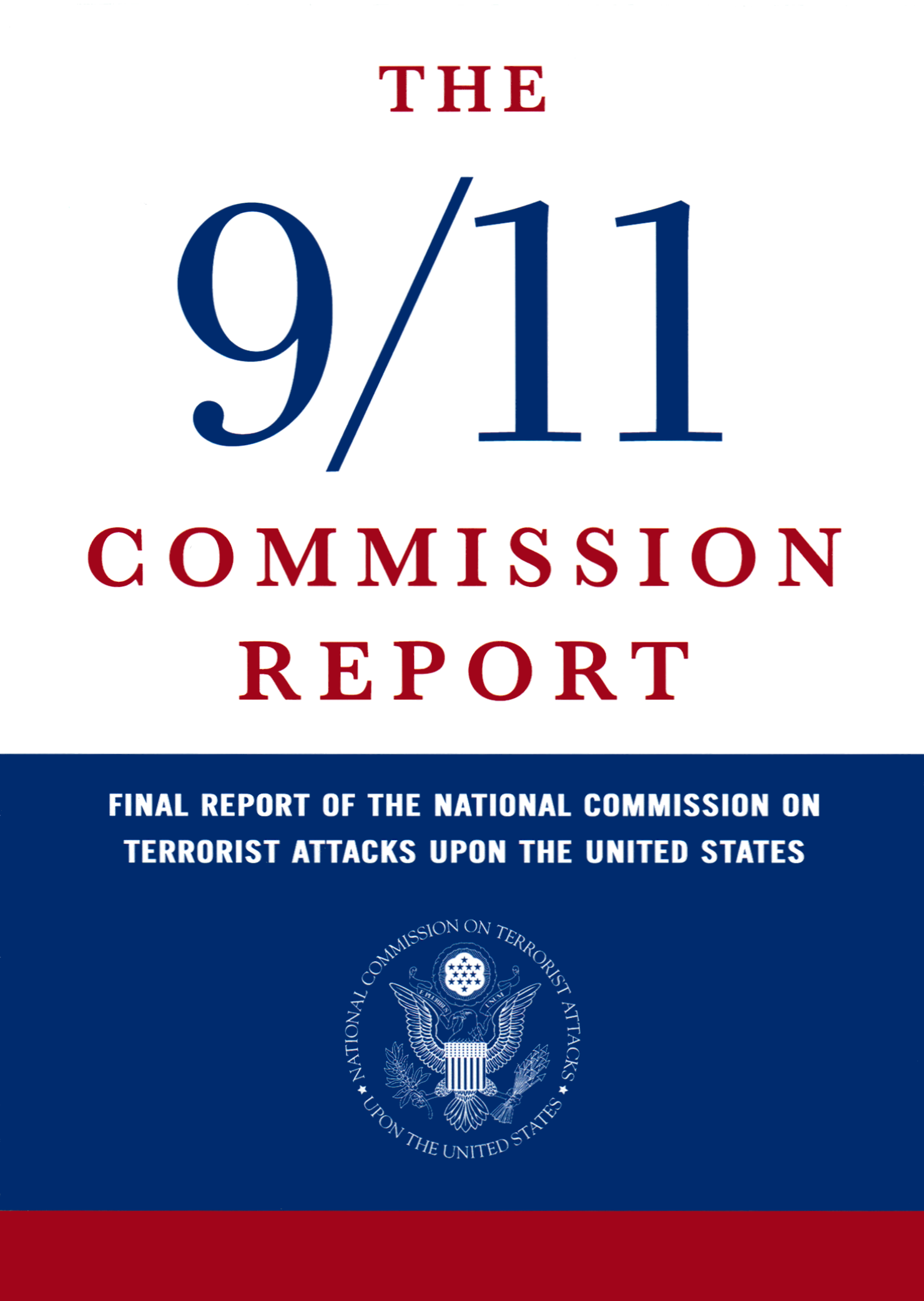
《九一一報告》

美军即年带领北约国家向阿富汗发动战争，理由为「塔利班按无罪推定原则拒绝提交嫌疑人士奧薩瑪·賓拉登」。战争导致超过7万人死亡，切爾西·曼寧亦透过维基解密披露於2010年4月至11月間一系列的資訊公開，較知名的包括2007年巴格達空襲、2009年於阿富汗的格拉奈大屠殺、美國外交電報和50萬筆伊拉克與阿富汗的戰爭日誌。
美军一年后兴建关塔那摩湾拘押中心并亵渎古兰经，拘押779名嫌疑人士，导致过百名嫌疑人士绝食抗议。
美军两年后带领北约国家向伊拉克发动战争，理由为「拥有生化武器」。
美国国家安全局即年通过美國愛國者法案，五年后的外国情报监察法，五年后的稜鏡計畫等法案带领五眼聯盟进行全球監控，理由为「保护国家安全」，导致爱德华·斯诺登披露稜鏡計畫。
2011年5月2日，美军海豹特种部队第六分队在巴基斯坦西北边境省城市阿伯塔巴德击毙了被认为是九一一事件幕后主谋的基地组织领袖奥萨马·本·拉登。

### 国内反应
政府的各级部门展开对事件的调查。美国总统乔治·W·布什立即宣布此行为属于战争行为。美国政府在事件发生后立即秘密拘留、逮捕、盘问至少1200人，大多数是非美国公民的阿拉伯或穆斯林男子。美国司法部也查问5000名来自中东的男子。政府后来承认，当中只有10到15人与基地组织有关，但是无人牵涉九一一事件。但是目前依然有500人因触犯移民条例而被监禁，70名以色列人因违反旅游观光签证而被拘留。国会通过400亿美元紧急拨款，还有大约200亿美元拨款用于航空公司补助。多部被指责为侵犯人身自由、为政府监视民众提供便利的法律也获得通过。10月10日，联邦调查局公布「FBI恐怖分子通缉令」名单。

### 调查研究和报告[72]
2004年8月，由托马斯·基恩领导的恐怖袭击全国委员会发布911事件的最终报告，结论表示造成2600多人死亡的一系列恐怖袭击是由19名年轻的阿拉伯人造成的，他们听命于总部设在阿富汗的伊斯兰极端分子。这19人当中有些在美国待了超过一年时间，尽管有4人接受过飞行员培训，但大多数人都没有受过良好教育。他们大多数人英语说得不好，有些人甚至完全不会。他们以四五人为一组，携带刀具、罐装梅斯喷雾或胡椒喷雾，劫持了4架飞机，造成这次致命的灾难。
美国恐怖袭击全国委员会分析了911袭击的计划和构思，并研究从1998年至2001年9月11日一系列由伊斯兰极端分子发起的恐怖袭击和美国各部门的应对措施。报告认为，在1998年8月美国驻肯尼亚和坦桑尼亚大使馆的爆炸事件后，作为报复，美国对阿富汗和苏丹的基地组织目标发动了巡航导弹袭击，本拉登及其顾问们便开始构思利用飞机来发动恐怖袭击的计划。
在美国各部门的应对措施方面，报告表示在2000年10月科尔号驱逐舰炸弹袭击事件之后，有证据表明是由基地组织特工发动的，但没有证实本拉登下达了命令。而塔利班早些时候曾被警告，它将对本拉登再次袭击美国负责。中央情报局将其调查结果描述为「初步判断」，比尔·克林顿及其首席顾问告知他们正在等待结论，然后再决定是否采取军事行动。乔治·沃克·布什上任后即开始制定一项新战略，其既定目标是在三到五年内消除基地组织的威胁。这份消除基地组织威胁的新兴战略包括扩大在阿富汗的秘密行动计划，以及针对阿富汗和巴基斯坦的外交战略，但整体上收效甚微。
报告指出，对911事件的应急响应有许多是即兴的，而且在应对策划者的一些弱点上存在疏忽。例如其中一名劫机的飞行员在2001年8月16日因违反移民条例被捕，情报界官员才意识到2000年1月在东南亚发现的恐怖分子已经抵达美国。这些案件并未促使采取紧急行动，一名官员形容，“没有任何分析工作可以预见到连接雷電雲和地面的那束閃電”。这点对于从未处理过试图将商用飞机转变为大规模杀伤性武器的军方也是如此。负责美国领空防御的两个联邦机构——美国联邦航空管理局（FAA）和北美空防司令部（NORAD）的现有协议，在各方面都不适合将被劫持飞机当作敌机来迎击。美国军方匆忙尝试组织即兴防御，防空部门直到在宾夕法尼亚的飞机坠毁后28分钟才收到击落授权，并让飞机紧急起飞，但效果不佳，因为他们不知道要去哪里，也不知道要拦截什么目标。虽然华盛顿的领导人认为在他们头顶盘旋的战斗机接到了消灭敌机的指令，但实际上传达给飞行员的唯一命令是「待命和警惕」。而报告最后认为，虽然五角大楼存在指挥和控制问题，但在应急响应总体上是有效的。
美国恐怖袭击全国委员最后得出的结论是，美国政府从1998年到2001年所采取的任何措施都没有扰乱甚至延缓基地组织阴谋的进程，整个政府都存在想象力、政策、能力和管理方面的失败。例如；
- 美国领导人并不了解恐怖主义和基地组织所带来的威胁和严重性，本拉登和基地组织的恐怖主义威胁并不是公众、媒体或国会政策辩论的主要话题，它们在2000年总统竞选期间几乎没有出现过。而这种新型恐怖主义向美国政府机构提出了挑战，这些机构并没有经过精心谋划来应对这些挑战。无论是克林顿政府还是911事件之前的布什政府，恐怖主义都不是美国政府最关心的国家安全问题，而在911事件之前，克林顿和布什政府的官员都认为美国进攻阿富汗几乎是不可想象的。
- 美国试图在冷战最后阶段利用其能力来解决基地组织问题，但这些能力不足。例如中央情报局不具备应对准军事行动的能力。在911事件之前，它也没有寻求大规模扩展这些能力。美国国防部也从未全面参与打击基地组织的任务，尽管这可能是威胁美国的最危险的外国敌人，但美国的国土捍卫能力主要是面向外部，其国内几乎没有保留任何警戒基地。美国国防规划的场景偶尔会考虑被劫持飞机被引导至美国目标的危险，但仅限于来自海外的飞机。
- 美国联邦航空局的能力也很弱，航空局既没有考虑任何针对自杀式劫机的可能性来调整自己的训练，也没有调整与北美防空司令部的训练来应对过去未经历过的威胁。

错失911事件的情报分享，是行动管理最广泛讨论的问题，在一些高级别的沟通方面，美国政府和各部门整体表现很差，高级军方和联邦航空局领导人之间没有有效沟通，导致指挥系统运作不佳。这点也体现在响应参与救援的平民、消防员、警察、紧急医疗技术人员和应急管理专业人员身上，他们在指挥和控制以及内部沟通方面的问题阻碍了纽约的有效决策。在纽约消防局内部，出于几个原因，指挥官难以与他们的队伍沟通，实际派出的救援队伍比命令要多，并且有部分单位展开独立行动，他们既没有全面考虑也没有协调其它队伍。由于缺乏标准操作程序和能够使多个命令以统一方式响应事件的无线电，这些救援响应都曾受到阻碍。只有纽约警察局过去曾动员数千名警员参加过需要控制人群的重大活动，因此拥有更容易适应911事件规模的无线电技术能力。美国国会与行政部门一样，对于跨国恐怖主义的兴起作为对国家安全的威胁反应缓慢。在911事件之前，美国国会几乎没有就恐怖主义问题向行政部门机构提供任何指导，也没有任何重大方式对其进行改革以应对威胁。

### 机密的28页
从2002年12月至2016年7月，911事件调查报告书中有28页一直處於美国政府保密之下。目前美国国会议员可以在经过批准和严格监视下阅读这28页报告。共和党众议员托馬斯·馬西读后声称：「这是令人震惊的，我需要每读两三页后停下来重新调整历史认知。」。他另外在接受媒体访问时说：「所有美国人必须阅读这28页报告，然后弄清楚911事件发生的真正原因、谁才是我们的朋友和谁才是我们的敌人。」。这28页报告被普遍认为是有关某国政府直接涉及911事件的资料。根据联邦调查局和中情局泄露出来的文件显示，这个国家极可能是沙特阿拉伯。总统奥巴马在2009年承诺公开这28页报告，給予受難者家屬一個交代。2016年7月16日，美国国会公布该28页报告的大部分内容，尽管如此，报告中还有174处文字被保密而涂黑至无法阅读。根据被公布的部分，儘管其內容僅是調查員懷疑沙國皇室駐美大使的一些可疑電話，卻委婉的從側面证实之前外界依据泄露文件做出的猜测。
2021年8月初，約1700名911事件受害者家屬、911事件的現場急救人員與生還者發表公開信，要求美國總統拜登解密政府檔案，以了解沙烏地阿拉伯在911事件中的角色。2021年9月4日，拜登簽署行政命令，指示美國司法部與相關機構檢視、解密並公布關於911恐怖攻擊的調查文件，並在6個月內對外公布。2021年9月11日，FBI公布首份9·11调查文件，表示无证据证明沙特政府参与恐袭。

## 後續

### 遺骸鑑定
至2021年9月11日止，世貿中心事件的2,753名罹難者中，僅有1,647名身分已獲得正式鑑定確認，尚餘1,106名身分待確定。

### 疾病
在襲擊期間，大量有毒粉塵、碎片和灰燼集中在世貿廢墟周圍，造成未佩戴呼吸器和急救人員與倖存者暴露此有害環境後。產生長期性的人體健康問題。這些空氣與碎片中含有石棉、鉛、汞等有毒物質。
自2001年以來，至少有221名警察死於與紐約市襲擊事件有關的疾病，最常見的症狀包含慢性鼻竇炎、癌症、胃食道逆流、氣喘、睡眠呼吸中止症、慢性呼吸系統疾病、慢性阻塞性肺疾病，以及精神疾病等。

### 遊戲
許多遊戲開發者為了響應這一事件及其對公眾情緒的影響，不得不對正在開發或即將發布的遊戲進行調整和修改。
《微軟模擬飛行》在事件发生后删除了遊戲地图中的世貿中心，也禁止任何玩家嘗試重演911事件。由於恐怖襲擊者承認使用了這一款模擬器計劃襲擊，本遊戲因而陷入法律事件。
《虹吸戰士3》其封面設計在9/11事件後進行了更改。原本可能包含對當時敏感內容的描繪，改為一個更中性的美國國旗封面，以表達對事件的尊重和悼念。
《俠盜獵車手III》的發布被延遲三周，並對遊戲內容進行了修改，刪除或修改了可能被視為敏感的內容，包括對紐約市（遊戲中稱為自由城）的某些描繪。
《潛龍諜影2 自由之子》雖然具體修改細節不詳，但據報導該遊戲中的某些內容在9/11事件之後進行了調整，以避免觸及敏感主題。
《Spider-Man 2: Enter Electro》的最終關卡進行了修改，原本設定在雙子塔的場景被更改，以避免引起玩家的不適。

### 相關電影
1. 這次事件中，曾參與救援工作的消防員詹姆斯·漢隆（James Hanlon）與紀錄片製作人諾代兄弟（英语：Jules and Gedeon Naudet）拍攝一部紀錄片《9/11》，於2002年上映。
2. 美國導演麥可·摩爾於2004年拍攝的紀錄片《華氏911》，从批判的角度描述了美國總統喬治·沃克·布希、反恐戰爭和对新媒体的控制，是美國票房记录最高的纪录片。
3. 世貿中心倒塌的一幕在事後改編成電影《世貿中心》，於2006年上映。
4. 另外，根据四架被劫持客机之一——联合航空93号班机上所发生的事件而改編的影片《聯航93》，亦在美国及其他国家上映。
5. 迪伦·埃弗里执导電影《脆弱的变化》，以大量证据质疑911恐怖袭击是美国所为，是一场政治阴谋，九一一阴谋论。
6. 凱瑟琳·畢格羅執導的《00:30凌晨密令》，其中美國中情局探員Maya花費12年時間尋找賓拉登，最終由海豹六隊將之擊斃。
7. 由英国导演斯蒂芬·达尔德里執導的電影《心靈鑰匙》在2012年上映。

### 相關書藉
1. 美國作家、波士頓大學教授米切爾·察考夫 (Mitchell Zuckoff)的書藉《Fall and Rise: The Story of 9/11》在2019年出版。

### 世貿中心廢墟旁的清真寺建案
2010年，紐約市長布隆伯格支持建商在世貿中心廢墟旁興建一個伊斯蘭文化中心，其中包含一座清真寺。此事引發受難者家属的不滿，認為這是在傷口上灑鹽的行為。反對者試圖以地標名義保留已有152年的建築物以阻止興建，但纽约地标保护委员会以9比0票否決。

### 911求償法案
2016年5月份美國參議院以不記名投票方式通過一份911法案，表明受害者可以藉由美國國內法庭控告涉及911的外國人包含政府，之後由美國法庭判決勝訴後在美國領土內對其人或其資產執行。美國總統歐巴馬初始就明確表明將動用否決權反對此一法案。
沙特阿拉伯早前已經威脅：只要本法案施行，將會拋售包含國債券在内的7,500億美元在美資產。其后，美國公佈沙特持有美國國債約1,168億美元，但否認與沙特的警告有關。
2016年9月28日，美国国会投票推翻总统奥巴马对《对恐怖主义资助者实行法律制裁法案》（簡稱「911法案」）的否决。该法案允许911恐怖袭击事件死难者的家属向沙特阿拉伯索償。参议院以97比1、众议院以348比77的压倒多数推翻总统对911法案的否决，是國會兩院首次以三分之二多數推翻奥巴马对一项议案的否决。

## 重建

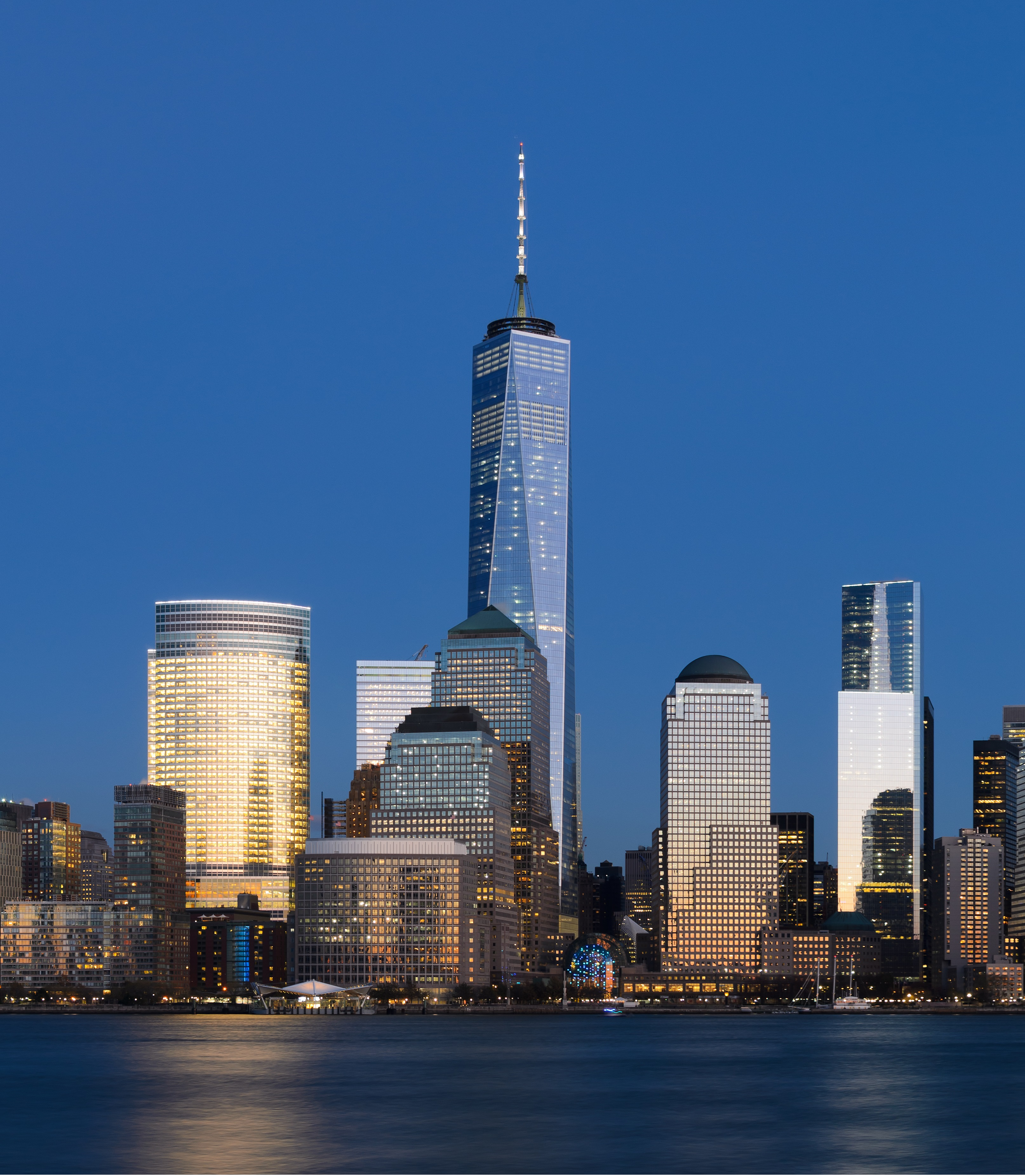
竣工的世贸中心一号楼，2014年

袭击当天，纽约市长鲁迪·朱利安尼称：“我们要重建。我们要从中再起，变得更加强大、政治上更加强大、经济上更加强大。天际线会再次补全。”
袭击一年内，五角大楼受损部分重建并进驻人员。2003年末，临时世界贸易中心车站开放，新的世贸中心7号塔重建并于2006年完工。
世贸中心主址重建後延至2006年末，直至承租人拉里·希尔弗斯坦和纽约与新泽西港务局在财务上取得同意才得继续。最終丹尼尔·里伯斯金设计的「紀念之基」獲選为基本方案，其中包括一座541米高的新一號樓、三座沿教堂街的办公楼、以及麥可·艾拉德设计的纪念馆。2006年4月27日，新一號樓开始重建，2013年5月20日盖到最高。当日，塔尖安装後的该楼高度达到1,776英尺（541米），成为西半球最高的建筑。2014年11月3日，世界贸易中心一号大楼竣工开放。
2008年至2011年擔任紐約港務局和新澤西州執行董事的克里斯多福·O·沃德（Christopher O. Ward)是襲擊事件的倖存者，他因讓事件現場的建設重回正軌而受到讚譽。
2016年3月3日，原临时车站，以世界貿易中心交通樞紐（World Trade Center Transportation Hub）為名重新啟用，新車站由西班牙建築師聖地牙哥·卡拉特拉瓦設計。位於原柏樹街155號的希臘正教會聖尼古拉堂是襲擊事件中除世界貿易中心以外唯一完全被摧毀的建築物，後在紐約與新澤西港務局的開發下進行重建工程，並在2021年9月11日，即事發20週年後舉辦點燈儀式，已於2022年12月完工。

## 纪念

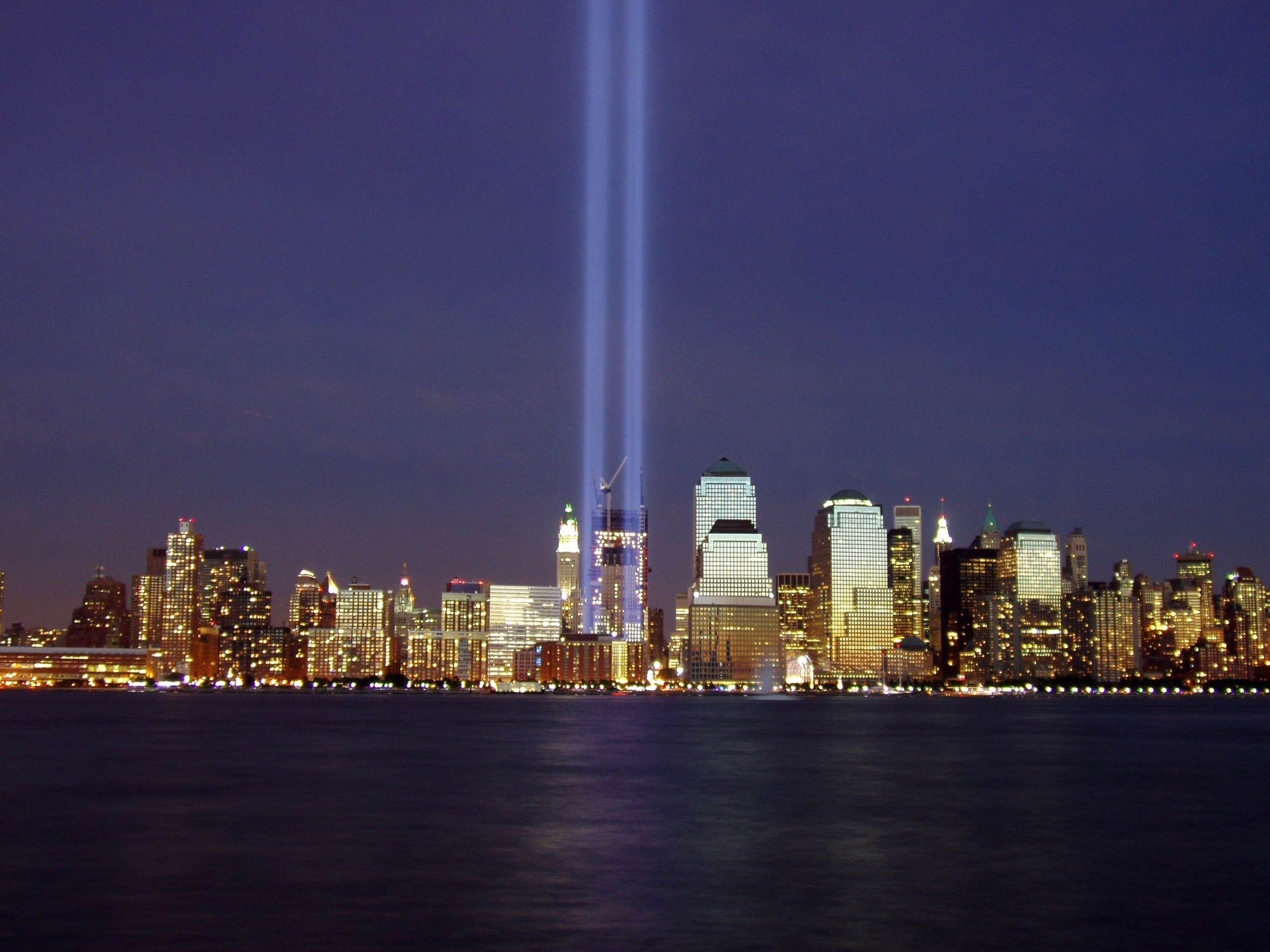
在2004年的九一一事件紀念日，世贸中心双子塔楼遗址上亮起的紀念之光（Tribute in Light），直射向纽约的夜空。

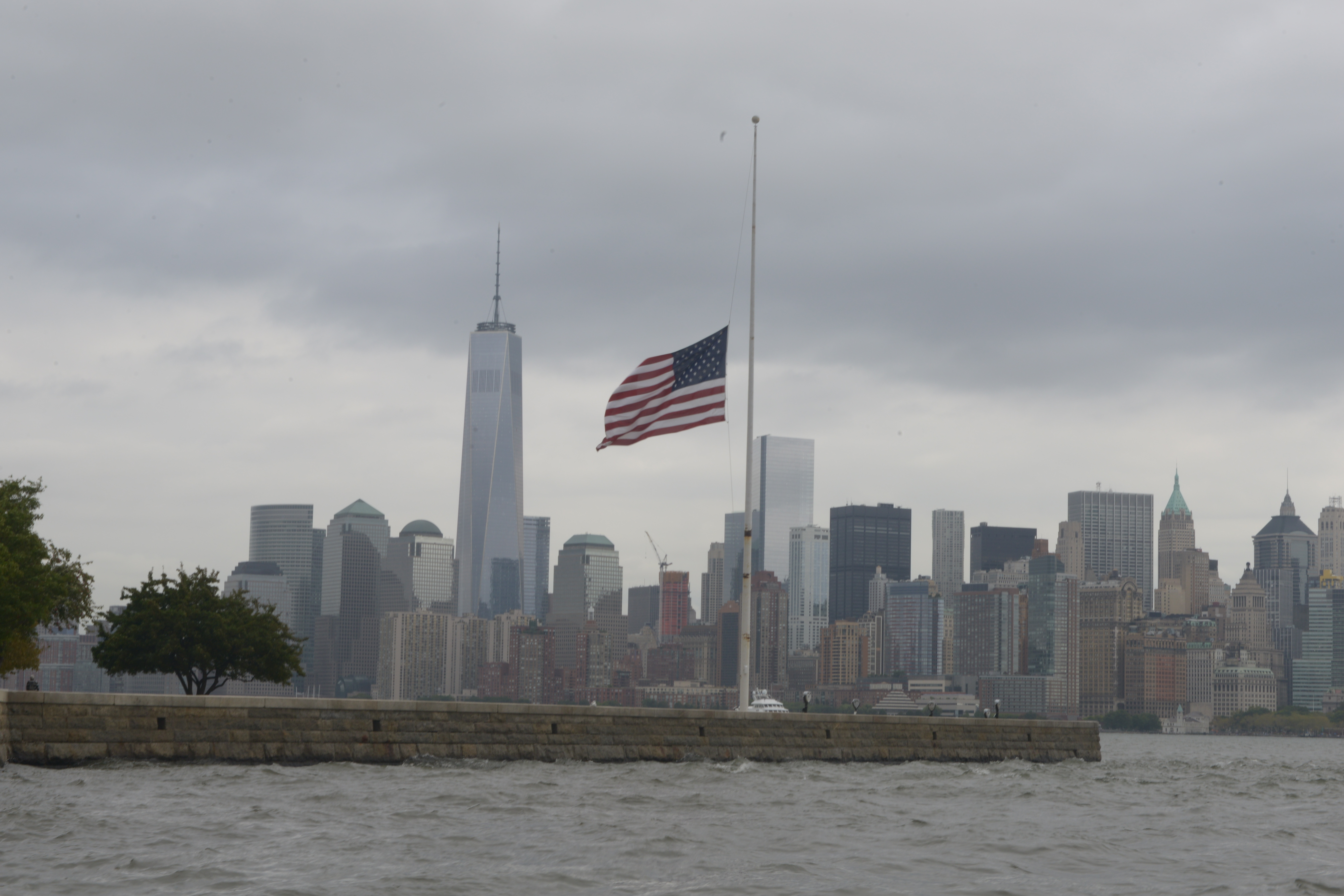
2014年九一一事件紀念日，與世贸中心隔港相望的埃利斯島將美國國旗降半旗以示憑弔。

袭击第二天，世界各地纪念和守夜林立，原爆点四周贴满了去世和失踪者的照片。一位目击者称自己“无法摆脱无辜丧生者的面孔。他们的照片到处都是，贴满了电话亭、街灯、地铁外墙。这一切让我想起大葬礼，人们肃穆、哀悼，但很友善。之前，纽约给我的感觉是冷漠；如今，人们伸出援手，互助扶持。”
第一个纪念方式是投射灯柱，有88个探照灯安在世贸中心塔基上。纽约展开了世贸中心纪念馆设计竞赛，海选精品。2006年8月，《倒映虚空》（Reflecting Absence）脱颖而出，主张在塔基上建造一对镜面池塘，环刻故人姓名。2006年8月，世贸中心纪念基金会和纽约与新泽西港务局开始大规模建设纪念馆和博物馆。2011年9月11日，袭击十周年纪念活动在纪念馆举行，该馆次日向公众开放。博物馆于2014年5月15日完成，21日开放。
2008年，五角大楼纪念馆完工，并于遇袭七周年当日开放。纪念馆包括184个面向五角大楼的长凳。2001至2002年间，五角大楼进行修复，并在77次航班撞击的位置建了一个小教堂和室内纪念馆。
尚克斯维尔计划建立联合航空93号国家纪念馆，围上树丛，在风铃刻上故人姓名。临时纪念馆位于事故地点500碼（457）处。
纽约市消防员捐献了一个用世贸钢材制作的十字架，立在类似五角大楼形状的底子上，并于2008年8月25日安装在消防局外。多地建立了纪念馆。逝者家属、相关组织建立了许多奖学金和慈善基金。
纽约市每年都会在肃穆的音乐背景下诵读故人姓名。美国总统出席了五角大楼的纪念活动，要求美国人遵守爱国日（Patriot Day），肃静默哀。宾夕法尼亚州尚克斯维尔举行了小型纪念活动，通常由总统夫人出席。

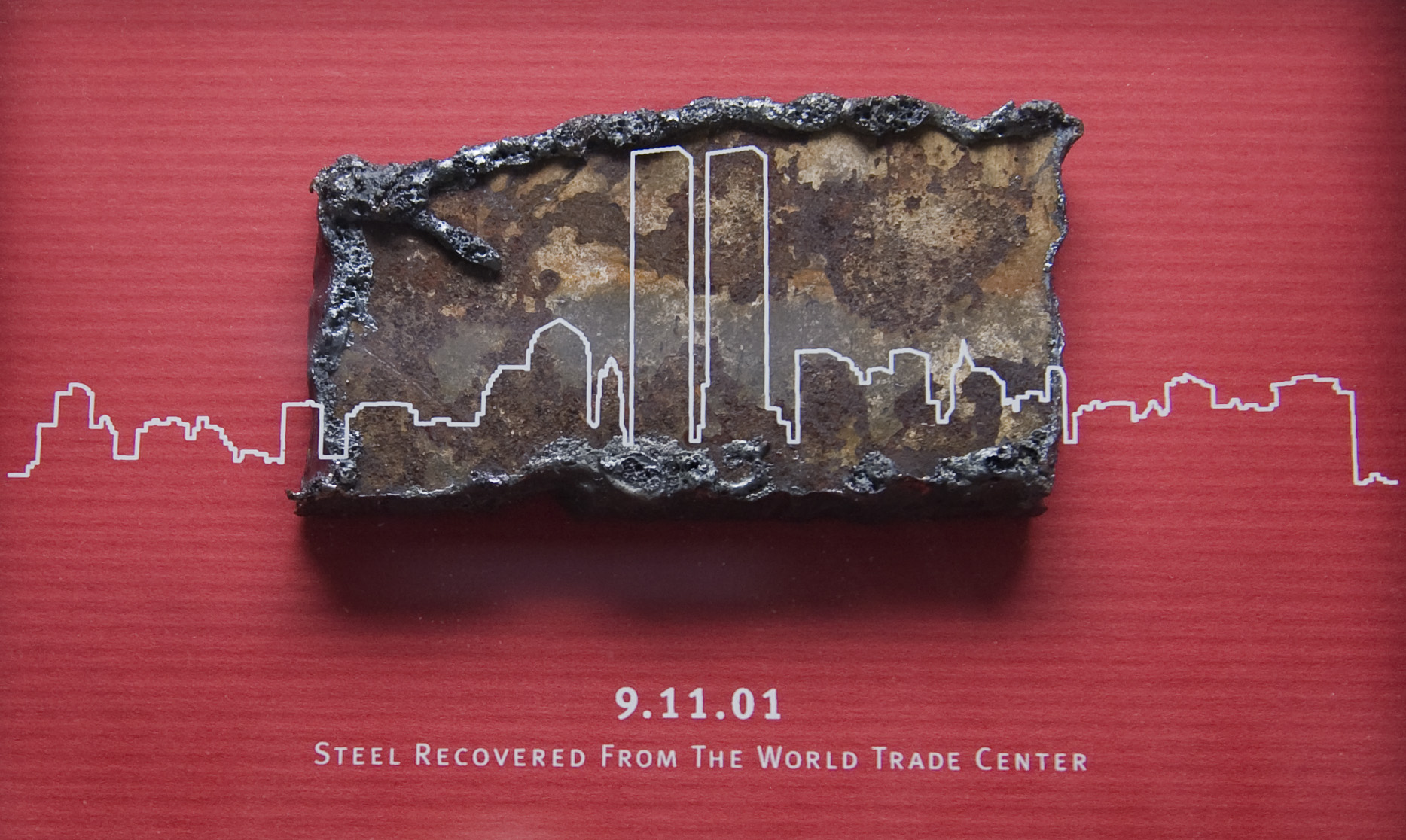
一塊来自世貿中心廢墟的鋼塊，展示於紐約號上的玻璃盒中。玻璃表面上繪有911事件發生前的紐約天際線。

为纪念该事件，联合航空93号班机的出发机场——纽瓦克国际机场随后改名为纽瓦克自由国际机场。在圣安东尼奥级两栖船坞运输舰中，有三艘舰的命名是为了纪念911事件：編號LPD-21的纽约号（USS New York LPD-21）以世贸中心所在地命名，且其船身有约7.5吨钢料是回收自倒塌的世贸中心大楼，主要用于制造舰艏部分；編號LPD-24的阿靈頓號（USS Arlington LPD-24）以遭客機撞擊的五角大楼所在的阿灵顿县命名；編號LPD-25的薩默塞特號（USS Somerset LPD-25）以聯合航空93號班機墜毀地點的萨默塞特县命名。

## 備註

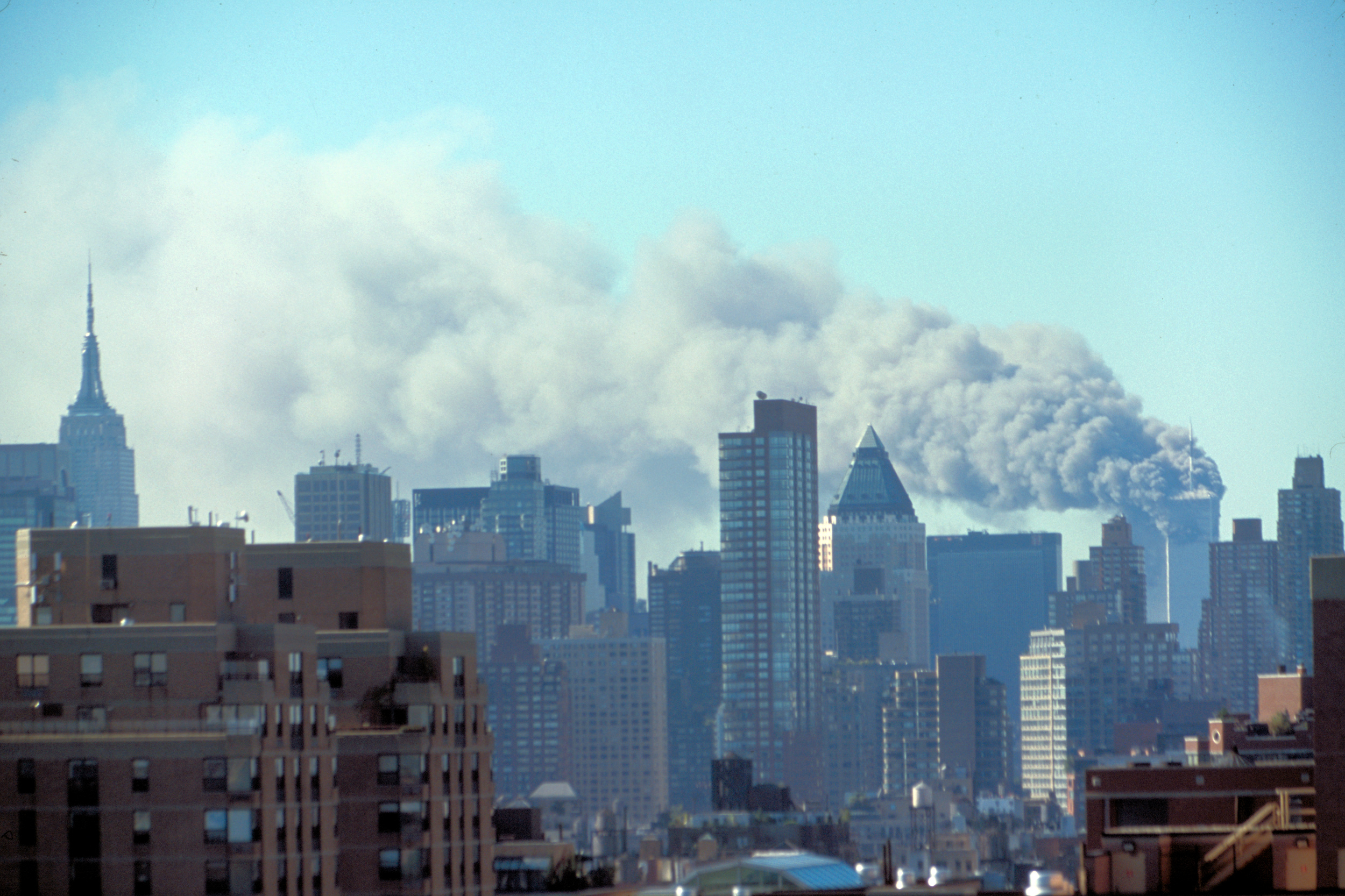
远看被袭的世贸大楼

1. ↑  在中國大陸普通話中，按習慣一般讀作「九幺幺」；在台灣則普遍直接讀作「九一一」
2. ↑  九一一國家紀念博物館共記載了2,983位逝者姓名，其中6位是1993年世界貿易中心爆炸案的罹難者，剩餘的2,977個姓名即為九一一襲擊事件的罹難者[4]。

### 书籍
- Wayne Barrett and Dan Collins, Grand Illusion: The Untold Story of Rudy Giuliani and 9/11. New York, Harper Collins, (2006). ISBN 978-0-06-053660-2
- National Commission on Terrorist Attacks, The 9/11 Commission Report: Final Report of the National Commission on Terrorist Attacks Upon the United States, W.W. Norton and Company, (2004), ISBN 978-0-393-32671-0